# 5907 Rhigmus
5907 Rhigmus è un asteroide troiano di Giove del campo troiano. Scoperto nel 1989, presenta un'orbita caratterizzata da un semiasse maggiore pari a 5,1445795 au e da un'eccentricità di 0,0984773, inclinata di 1,92088° rispetto all'eclittica.
L'asteroide è dedicato al mitologico eroe Rigmo, giovane condottiero alleato dei Troiani.